# Максім Боє
Максім Боє (фр. Maxime Boyé; нар. 1 січня 1976) — колишній французький тенісист.
Найвищу одиночну позицію світового рейтингу — 299 місце досяг 13 серпня 2001, парну — 235 місце — 3 квітня 2000 року.

## Фінали ATP Челленджер/ITF Ф'ючерс

### Одиночний розряд: 3 (1–2)
| Легенда           |
| ----------------- |
| ITF Ф'ючерс (1–2) |

| Результат | В-П | Дата     | Турнір                 | Рівень  | Покриття | Суперник            | Рахунок       |
| --------- | --- | -------- | ---------------------- | ------- | -------- | ------------------- | ------------- |
| Перемога  | 1–0 | Лип 1998 | Франція F3, Екс-ле-Бен | Ф'ючерс | Ґрунт    | Марк Кановас-Мартос | 7–6, 6–4      |
| Поразка   | 1–1 | Сер 1998 | Іспанія F7, Ірун       | Ф'ючерс | Ґрунт    | Ніколас Массу       | 4–6, 6–3, 3–6 |
| Поразка   | 1–2 | Січ 2001 | США F2, Дельрей-Біч    | Ф'ючерс | Тверде   | Ісії Яокі           | 2–6, 4–6      |

### Парний розряд: 12 (5–7)
| Легенда              |
| -------------------- |
| ATP Челленджер (0–1) |
| ITF Ф'ючерс (5–6)    |

| Результат | В-П | Дата     | Турнір                      | Рівень     | Покриття | Партнер           | Суперники                                | Рахунок          |
| --------- | --- | -------- | --------------------------- | ---------- | -------- | ----------------- | ---------------------------------------- | ---------------- |
| Поразка   | 0–1 | Бер 1998 | Філіппіни F1, Маніла        | Ф'ючерс    | Тверде   | Тьєррі Гвардьйола | Сесіл Маміїт Ерік Тайно                  | 6–4, 2–6, 1–6    |
| Перемога  | 1–1 | Кві 1999 | Італія F3 Рим               | Ф'ючерс    | Ґрунт    | Ніколя Кішкевіц   | Ян Германссон Роберт Ліндстедт           | 3–6, 6–2, 6–3    |
| Поразка   | 1–2 | Кві 1999 | Італія F4, Фраскаті         | Ф'ючерс    | Ґрунт    | Ніколя Кішкевіц   | Даніель Карассіоло Дієго Палмейро        | 6–7, 1–6         |
| Поразка   | 1–3 | Чер 1999 | Італія F10, Павія           | Ф'ючерс    | Ґрунт    | Харел Леві        | Гергей Кішдєрдь Деян Петрович (тенісист) | 7–6, 3–6, 1–6    |
| Перемога  | 2–3 | Чер 1999 | Угорщина F2, Будапешт       | Ф'ючерс    | Ґрунт    | Олів'є Малькор    | Золтан Берецький Балаж Ваці              | 6–2, 6–1         |
| Перемога  | 3–3 | Лип 1999 | Франція F6, Бург-ан-Бресс   | Ф'ючерс    | Ґрунт    | Жан-Мішель Пекері | Г'юго Армандо Мін Ле                     | W/O              |
| Перемога  | 4–3 | Лип 1999 | Франція F7, Екс-ан-Прованс  | Ф'ючерс    | Ґрунт    | Жюльєн Варле      | Арно Клеман Себастьян Ламі               | 6–4, 6–4         |
| Поразка   | 4–4 | Лют 2000 | Велика Британія F2, Чигвелл | Ф'ючерс    | Килим    | Іво Карлович      | Джеймс Девідсон Фредрік Лувен            | 6–7(1), 6–7(5)   |
| Поразка   | 0–1 | Бер 2000 | Mumbai Challenger, Мумбай   | Челленджер | Тверде   | Джонатан Ерліх    | Томаш Анзарі Івабуті Сатосі              | 6–7(9), 4–6      |
| Перемога  | 5–4 | Бер 2000 | Франція F7, Пуатьє          | Ф'ючерс    | Килим    | Іво Карлович      | Роберт Ліндстедт Фредрік Лувен           | 5–7, 6–3, 7–6(1) |
| Поразка   | 5–5 | Кві 2000 | Франція F10, Сен-Бріє       | Ф'ючерс    | Ґрунт    | Жером Анке        | Себастьян де Шонак Олів'є Пасьянс        | W/O              |
| Поразка   | 5–6 | Бер 2002 | Франція F6 Лілль            | Ф'ючерс    | Тверде   | Тома Дюпре        | Жульєн Беннето Ніколя Маю                | 3–6, 5–7         |